# 谷田部雅嗣
谷田部 雅嗣（やたべ まさし、1950年3月14日 - ）は、NHK解説委員。担当分野は生命科学・医学・環境・原子力・科学技術一般。NHKスペシャル『生命40億年はるかな旅』の制作や、『スタジオパークからこんにちは』『NHKジュニアスペシャル』への出演などで知られる。

## 経歴
1950年3月14日生まれ。1973年3月に北里大学医療衛生学部科学科を卒業後、4月よりNHKに入局し、NHK仙台放送局ディレクターとして番組製作に携わる。ディレクターとしての在籍中にNHK特集『地球汚染』（1989年）やNHKスペシャル『生命40億年はるかな旅』（1994年）の制作に参加。両作が彼の代表作とされており、書籍版の執筆にも参加した。1997年よりNHK解説委員に就任。NHK解説委員となってからは科学番組を中心にNHKのテレビ番組とラジオ番組に多く出演している。
2000年には中央環境審議会企画政策部会「環境保全上健全な水循環のあり方」に関する検討チームに委員として所属し、三度の検討チーム会合を経て6月に報告書を発表。2001年に土壌農薬部会に出席。この他にも環境問題・技術開発・医療など数多くの分野のパネルディスカッションで司会やコーディネーター、パネリストを担当する。
2005年には2005年日本国際博覧会の「ロボット・キッズ・スタジオ」にてタキシードとシルクハットを纏った姿で司会進行を務め、眞鍋かをりと共に当時の最先端技術を子どもたちに紹介した。なお、『NHKジュニアスペシャル』では同様の服装で"やったべぇ"というキャラクターとして登場している。

## 製作

### テレビ番組
- 『地球汚染』
  - 第2集「海はひそやかに警告する」（1989年3月）
- 『生命40億年はるかな旅』
  - 第3集「魚たちの上陸作戦」（1994年6月）
  - 第9集「ヒトは何処へいくのか」（1995年2月）

### 書籍
- 『地球汚染2 海はひそやかに警告する』（1989年5月、NHK出版、ISBN 978-4140086490）
- 『脳死 生と死の選択 日本で心臓移植は可能か』（NHK出版）
- 『生命40億年はるかな旅 進化の不思議な大爆発 魚たちの上陸作戦』（1994年6月、NHK出版、ISBN 978-4140801727）
- 『生命40億年はるかな旅 ヒトがサルと別れた日 ヒトは何処へいくのか』（1995年3月、NHK出版、ISBN 978-4140801758）

## 出演
全てがレギュラー出演というわけではない。

### テレビ
- お達者くらぶ（1981年10月7日）[10]
- スタジオパークからこんにちは（1997年7月24日 - 2012年2月13日）[11]
- あすを読む（1997年8月5日 - 2006年3月6日）[12]
- クローズアップ現代（1997年9月9日 - 2006年2月8日）[13]
- NHK土曜プラザ（1997年12月13日）[10]
- 列島スペシャル（1998年5月30日）[10]
- 金曜フォーラム（2000年8月25日、2001年7月13日、2002年12月20日）[10]
- BS討論（2001年1月13日）[10]
- ETV2001（2001年10月15日、11月8日）[10]
- 四国羅針盤（2003年9月11日）[10]
- ETVスペシャル（2003年12月20日）[10]
- BSフォーラム（2004年1月24日 - 2006年8月26日）[14]
- 土曜フォーラム（2004年3月20日、2005年3月19日、4月23日、2006年2月18日、12月9日）[15]
- NHKジュニアスペシャル（2004年4月11日 - 2006年3月19日）[16]
- お元気ですか日本列島（2005年1月6日、2月22日、6月8日）[10]
- サイエンスZERO（2005年3月19日）[10]
- 土曜解説（2005年5月28日、12月17日、2006年1月28日、9月12日）[17]
- スポーツ&ニュース（2006年5月24日 - 2007年3月19日）[18]
- どう読む2007年の日本と世界（2006年12月29日）[10]
- きょうのニュース&スポーツ（2007年4月2日 - 2010年1月11日）[18]
- 明日のエコではまにあわない〜地球だい好き環境キャンペーン〜（2007年6月2日）[10]
- 日曜フォーラム（2007年6月3日、2007年11月18日、2008年2月17日）[19]
- 高専ロボコン四国地区大会（2008年 - 2010年、2014年、2018年、2019年）[20]
- 大人ドリル（2009年10月29日）[10]
- 双方向解説・そこが知りたい!（2009年12月26日 - 2012年12月29日）[21]
- BS世界のドキュメンタリー[22]
  - 検証 H1N1〜変異のシナリオ〜（2010年1月14日）
  - シリーズ新型インフルエンザ（2010年1月15日、1月16日）
  - 欧州 人造密売ルートを追う（2010年12月15日）
  - エボラ出血熱 その謎に迫る（2014年11月28日）
- 時論公論（2010年5月11日 - 2014年9月24日）[23]
- TVシンポジウム（2011年5月21日 - 2017年9月26日）[24]
- 週刊ニュース深読み（2011年7月2日 - 2015年2月7日）[25]
- くらし☆解説（2012年4月24日 - 2014年12月12日）[26]
- オトナへのトビラTV（2012年10月25日 - 2013年1月22日）[27]
- 解説スタジアム（2014年12月28日）[10]

### ラジオ
- 土曜ジャーナル（1998年6月13日、1999年10月2日）[28]
- NHKラジオ夕刊（2006年11月27日 - 2008年3月28日）[29]
- すっぴん!（2013年2月20日、11月21日）[28]
- NHKマイあさラジオ（2015年4月19日 - 2017年3月26日）[30]
- 日曜コラム（2017年4月30日 - 2019年3月3日）[28]